# Coppa del mondo di triathlon del 1993
La Coppa del mondo di triathlon del 1993 (III edizione) è consistita in una serie di nove gare.
Tra gli uomini ha vinto per la seconda volta consecutiva l'australiano Brad Beven. Tra le donne si è aggiudicata la coppa del mondo la canadese Joanne Ritchie.

## Risultati

### Classifica generale

#### Élite Uomini
| Pos. | Nome             | Paese         | Punti |
| ---- | ---------------- | ------------- | ----- |
|      | Brad Beven       | Australia     | -     |
|      | Miles Stewart    | Australia     | -     |
|      | Bill Braun       | Stati Uniti   | -     |
| 4    | Wes Hobson       | Stati Uniti   | -     |
| 5    | Leandro Macedo   | Brasile       | -     |
| 6    | Hamish Carter    | Nuova Zelanda | -     |
| 6    | Garrett McCarthy | Irlanda       | -     |
| 8    | Oscar Galíndez   | Argentina     | -     |
| 9    | Andrew MacMartin | Canada        | -     |
| 10   | Ben Bright       | Nuova Zelanda | -     |

#### Élite donne
| Pos. | Nome                 | Paese         | Punti |
| ---- | -------------------- | ------------- | ----- |
|      | Joanne Ritchie       | Canada        | -     |
|      | Carol Montgomery     | Canada        | -     |
|      | Michellie Jones      | Australia     | -     |
| 4    | Karen Smyers         | Stati Uniti   | -     |
| 5    | Rina Bradshaw        | Australia     | -     |
| 6    | María Luisa Martínez | Messico       | -     |
| 7    | Hannele Steyn        | Sudafrica     | -     |
| 8    | Jenny Rose           | Nuova Zelanda | -     |
| 9    | Melissa Mantak       | Stati Uniti   | -     |
| 10   | Terry Martin         | Stati Uniti   | -     |

### La serie
Amakusa - Giappone 
23 maggio 1993
| Pos. | Uomini               | Uomini    | Uomini   | Donne            | Donne     | Donne    |
| Pos. | Atleta               | Paese     | Tempo    | Atleta           | Paese     | Tempo    |
| ---- | -------------------- | --------- | -------- | ---------------- | --------- | -------- |
|      | Miles Stewart        | Australia | 01:48:50 | Michellie Jones  | Australia | 02:00:08 |
|      | Brad Beven           | Australia | 01:49:25 | Rina Bradshaw    | Australia | 02:01:37 |
|      | Rainer Müller-Hörner | Germania  | 01:49:54 | Carol Montgomery | Canada    | 02:01:48 |

Contea di Orange - Stati Uniti d'America 
6 giugno 1993
| Pos. | Uomini         | Uomini      | Uomini   | Donne           | Donne       | Donne    |
| Pos. | Atleta         | Paese       | Tempo    | Atleta          | Paese       | Tempo    |
| ---- | -------------- | ----------- | -------- | --------------- | ----------- | -------- |
|      | Mike Pigg      | Stati Uniti | 01:46:09 | Michellie Jones | Australia   | 01:57:09 |
|      | Andrew Carlson | Stati Uniti | 01:47:36 | Karen Smyers    | Stati Uniti | 01:58:22 |
|      | Brad Beven     | Australia   | 01:47:59 | Joanne Ritchie  | Canada      | 01:59:23 |

Los Cabos - Messico 
21 giugno 1993
| Pos. | Uomini           | Uomini      | Uomini   | Donne            | Donne       | Donne    |
| Pos. | Atleta           | Paese       | Tempo    | Atleta           | Paese       | Tempo    |
| ---- | ---------------- | ----------- | -------- | ---------------- | ----------- | -------- |
|      | Greg Welch       | Australia   | 01:55:20 | Carol Montgomery | Canada      | 02:11:51 |
|      | Bill Braun       | Stati Uniti | 01:56:26 | Terry Martin     | Stati Uniti | 02:14:27 |
|      | Garrett McCarthy | Irlanda     | 01:56:59 | Melissa Mantak   | Stati Uniti | 02:15:19 |

Embrun - Francia 
14 agosto 1993
| Pos. | Uomini         | Uomini        | Uomini   | Donne          | Donne         | Donne    |
| Pos. | Atleta         | Paese         | Tempo    | Atleta         | Paese         | Tempo    |
| ---- | -------------- | ------------- | -------- | -------------- | ------------- | -------- |
|      | Stephen Foster | Australia     | 02:17:12 | Jenny Rose     | Nuova Zelanda | 02:38:32 |
|      | Ben Bright     | Nuova Zelanda | 02:18:18 | Hannele Steyn  | Sudafrica     | 02:47:20 |
|      | Yves Cordier   | Francia       | 02:19:53 | Sophie Delemer | Francia       | 02:47:25 |

Whistler - Canada 
5 settembre 1993
| Pos. | Uomini           | Uomini      | Uomini   | Donne                | Donne   | Donne    |
| Pos. | Atleta           | Paese       | Tempo    | Atleta               | Paese   | Tempo    |
| ---- | ---------------- | ----------- | -------- | -------------------- | ------- | -------- |
|      | Bill Braun       | Stati Uniti | 01:47:36 | Carol Montgomery     | Canada  | 01:56:00 |
|      | Garrett McCarthy | Irlanda     | 01:48:27 | Joanne Ritchie       | Canada  | 01:59:22 |
|      | Andrew MacMartin | Canada      | 01:49:26 | María Luisa Martínez | Messico | 02:03:50 |

Ilhéus - Brasile 
20 settembre 1993
| Pos. | Uomini           | Uomini    | Uomini   | Donne                | Donne   | Donne    |
| Pos. | Atleta           | Paese     | Tempo    | Atleta               | Paese   | Tempo    |
| ---- | ---------------- | --------- | -------- | -------------------- | ------- | -------- |
|      | Oscar Galíndez   | Argentina | 01:50:51 | María Luisa Martínez | Messico | 02:09:20 |
|      | Alexandre Manzan | Brasile   | 01:52:20 | Suzanna Schanardorf  | Brasile | 02:22:40 |
|      | Leandro Macedo   | Brasile   | 01:54:32 | Claudia Mattedi      | Brasile | 02:26:55 |

Maui - Stati Uniti d'America 
25 settembre 1993
| Pos. | Uomini         | Uomini        | Uomini   | Donne            | Donne     | Donne    |
| Pos. | Atleta         | Paese         | Tempo    | Atleta           | Paese     | Tempo    |
| ---- | -------------- | ------------- | -------- | ---------------- | --------- | -------- |
|      | Hamish Carter  | Nuova Zelanda | 01:55:37 | Carol Montgomery | Canada    | 02:09:17 |
|      | Bill Braun     | Stati Uniti   | 01:59:01 | Joanne Ritchie   | Canada    | 02:15:27 |
|      | Jim Riccitello | Stati Uniti   | 02:00:20 | Hannele Steyn    | Sudafrica | 02:16:46 |

San Sebastián - Spagna 
3 ottobre 1993
| Pos. | Uomini           | Uomini      | Uomini   | Donne            | Donne     | Donne    |
| Pos. | Atleta           | Paese       | Tempo    | Atleta           | Paese     | Tempo    |
| ---- | ---------------- | ----------- | -------- | ---------------- | --------- | -------- |
|      | Brad Beven       | Australia   | 01:49:40 | Rina Bradshaw    | Australia | 02:04:43 |
|      | Wes Hobson       | Stati Uniti | 01:50:40 | Béatrice Mouthon | Francia   | 02:09:11 |
|      | Garrett McCarthy | Irlanda     | 01:51:33 | Catherine Davies | Spagna    | 02:10:45 |

Saint Thomas - Stati Uniti d'America 
24 ottobre 1993
| Pos. | Uomini         | Uomini      | Uomini   | Donne            | Donne       | Donne    |
| Pos. | Atleta         | Paese       | Tempo    | Atleta           | Paese       | Tempo    |
| ---- | -------------- | ----------- | -------- | ---------------- | ----------- | -------- |
|      | Mike Pigg      | Stati Uniti | 02:14:32 | Karen Smyers     | Stati Uniti | 02:33:13 |
|      | Jim Riccitello | Stati Uniti | 02:16:33 | Carol Montgomery | Canada      | 02:34:26 |
|      | Oscar Galíndez | Argentina   | 02:17:55 | Janet Hatfield   | Stati Uniti | 02:39:40 |